# Дельта Инда
Дельта Инда (синдхи سنڌو ٽِڪور) — одна из самых больших речных дельт в мире общей площадью 41,440 км². Начинается примерно в 130 милях от Аравийского моря в Пакистане. В отличие от многих других дельт, дельта Инда состоит из глины, бесплодных почв и сильно заболочена. Здесь выпадает от 250 до 500 мм осадков в год.
Шестой по величине город Пакистана, Хайдарабад, расположен в 130 милях к северу от устья Инда. Карачи, крупнейший город Пакистана, находится к западу от дельты на побережье Аравийского моря.
Дельта реки является важным регионом для мигрирующих водоплавающих птиц.